# Hôtel de ville de Rosendaël
L’ancien hôtel de ville de Rosendaël accueillait la mairie de l'ancienne commune de Rosendaël, dans le département du Nord, dans l'agglomération de Dunkerque.

## Histoire
Le 1er janvier 1972 les communes de Dunkerque et Rosendaël fusionnent, l'hôtel de ville de Rosendaël est devenue une mairie annexe.
Inspiré du régionalisme flamand, le Beffroi de Rosendaël est construit en même temps que l'hôtel de ville, dans les années 1930 selon les plans de l'architecte André Neuville.
Grandement endommagé lors de la bataille de Dunkerque en 1940, il est reconstruit dans un style à la fois similaire (le beffroi) et moderne (l'hôtel de ville), tout en conservant son inspiration flamande. L'hôtel de Ville de Rosendaël est rouvert au public le 21 octobre 1951.